# Sinait
Sinait  (Bayan ng  Sinait) es un municipio filipino de tercera categoría perteneciente a  la provincia de Ilocos del Sur en la Región Administrativa de Ilocos, también denominada Región I.

## Barangays
Sinait se divide, a los efectos administrativos, en 44 barangayes o barrios, conforme a la siguiente relación:
| - Aguing - Ballaigui (Población) - Baliw - Baracbac - Barikir - Battog - Binacud - Cabangtalan - Cabarambanan - Cabulalaan - Cadanglaan - Calingayan - Curtin - Dadalaquiten del Norte - Dadalaquiten del Sur | - Duyayyat - Jordan - Calanutian - Katipunan - Macabiag (Población) - Magsaysay - Marnay - Masadag - Nagcullooban - Nagbalioartian - Nagongburan - Namnama (Población) - Pacis - Paratong - Dean Leopoldo Yabes (Pug-os) | - Purag - Quibit-quibit - Quimmallogong - Rang-ay (Población) - Ricudo - Sabangan (Marcos) - Sallacapo - Santa Cruz - Sapriana - Tapao - Teppeng - Tubigay - Ubbog - Zapat |